# Peter Pfitzner
Peter Pfitzner (* 20. September 1947) ist ein ehemaliger deutscher Fußballspieler. Für die BSG Chemie Leipzig war er in den 1970er Jahren in der DDR-Oberliga, der höchsten Spielklasse im DDR-Fußball, aktiv.

## Sportliche Laufbahn
Nachdem Peter Pfitzner bei der Betriebssportgemeinschaft (BSG) Motor im thüringischen Schmölln im Nachwuchsbereich gespielt hatte, stieg er in der Saison 1968/69 mit der 2. Mannschaft des Armeefußballclubs FC Vorwärts Berlin aus der drittklassigen Bezirksliga in die DDR-Liga auf. In seiner ersten Spielzeit im höherklassigen Fußball kam der 22-jährige Verteidiger lediglich auf vier DDR-Liga-Spiele. Nach seinem Ausscheiden aus der Nationalen Volksarmee schloss er sich zur Saison 1970/71 dem Oberligisten BSG Chemie Leipzig an. Dort spielte er zunächst in der DDR-Ligamannschaft Chemie II, mit der er neun Punktspiele bestritt. Nachdem Leipzigs Verteidiger Bernd Dobermann seinerseits zur Armee eingezogen wurde, rückte Pfitzner in die Oberligamannschaft auf, wo er in allen restlichen 15 Oberligaspiele ebenfalls als Verteidiger eingesetzt wurde. Chemie Leipzig beendete die Saison als Absteiger in die DDR-Liga. Dort war Pfitzner mit 14 Einsätzen bei 22 Punktspielen und bei allen acht Aufstiegsspielen am sofortigen Wiederaufstieg beteiligt. In den folgenden beiden Oberligaspielzeiten hatte er seinen Stammplatz in der Abwehr sicher und verpasste nur 1972/73 zwei Punktspiele. Als Chemie Leipzig 1974 erneut aus der Oberliga abstieg, verließ Pfitzner nach 65 Oberligaspielen und 23 Einsätzen in der DDR-Liga (9 für Chemie II) die BSG Chemie und schloss sich dem DDR-Ligisten BSG Wismut Gera an. Dort bestritt er weitere zwei Spielzeiten, in denen er 35 von 44 DDR-Liga-Spielen absolvierte. Mit nur 29 Jahren verabschiedete er sich 1976 vom höherklassigen Fußball. Als Freizeitfußballer war er anschließend wieder bei Motor Schmölln in der Bezirksliga aktiv.